# Вивільга вохриста
Вивільга вохриста (Oriolus bouroensis) — вид співочих птахів родини вивільгових (Oriolidae).

## Поширення
Ендемік Індонезії. Вид трапляється на півдні Молукських островів та сході Малих Зондських островів. Може бути присутнім на островах Буру і Танімбар. Середовищем проживання є низовинні тропічні дощові ліси, гірські дощові ліси, мангрові ліси.